# Antemoro
Antemoro ili Anteimoro su jedan od 18 naroda Madagaskara, od 873 000 pripadnika (3.4% stanovnika države), koji žive na jugoistočnoj obali otoka u današnjim regijama Atsimo-Atsinanani i Vatovavi-Fitovinaniju. Njihovo ime na malgaškom znači ljudi s obale, i zorno opisuje kraj u kojem žive, obalu Indijskog oceana. Antemoro kao i većinski Merine govore malgaškim makrojezikom, ali svojim dijalektom. Pretežno ispovijedaju animizam i kršćanstvo.

## Povijest
Antemoro su bili vjerojatno posljednja veća skupina iseljenika, koja je došla do Madagaskara krajem 15. stoljeća i to iz Arabije uz zaustavljanje u Etiopiji i Somaliji. Nakon njih pojavili su se Europljani u 16. stoljeću. Po usmenoj predaji praotac Antemora bio je Ramakararo, jedan od sultana iz Meke. Oni su bili jedini malgaški narod koji je imao vlastito pismo zvano sorabe (po uzoru na arapsko pismo) i to sve do 19. stoljeća, kad su britanski misionari prilagodili latinicu malgaškom jeziku.
Kao i Antambahoake, Antemori su bili na glasu na Madagaskaru kao izvrsni ljekarnici i poznavatelji natprirodnih sila. Njih su malgaški starosjedioci zvali ljudima s mora, Antalaotra, kao i njima bliske Antanosyje. 
Kao i u drugih malgaških etničkih skupina arapskog podrijetla, društvena struktura Antemora u prošlosti je bila feudalna. Na vrhu njihova društva bio je kralj (Andrianoni) koji je vladao nad svojim vazalima (Anteoni).

## Geografska rasprostranjenost
Antemori žive na jugoistočnoj obali Madagaskara u današnjim regijama Vatovavi-Fitovinaniju i Atsimo-Atsinanani. Preciznije, naseljavaju područje između rijeke Mananjari na sjeveru i rijeke Sandrananta na jugu, pored naroda Antaifasy, Bara i Antanosy.

## Običaji i kultura
Antemori su nekoć bili na glasu kao izvrsni astrolozi, koji su mogli proricati budućnost na osnovi lunarnih ciklusa. Po tom su bili toliko poznati diljem otoka da su bili dvorski savjetnici brojnih merinskih vladara. Jedna od malgaških tradicija ombiasi (vijeće seoskih astrologa) vjerojatno ima podrijetlo u kulturi i običajima Antemora.
Antemori još i danas ručno izrađuju jedinstvene papire koje Malgaši zbog toga zovu antemoro, oni se osobito puno izrađuju kao suvenirska roba u gradu Ambalavaou.

## Vanjske poveznice
- Antemori na portalu Ikuska